# St. Judas Thaddäus (Eglisau)

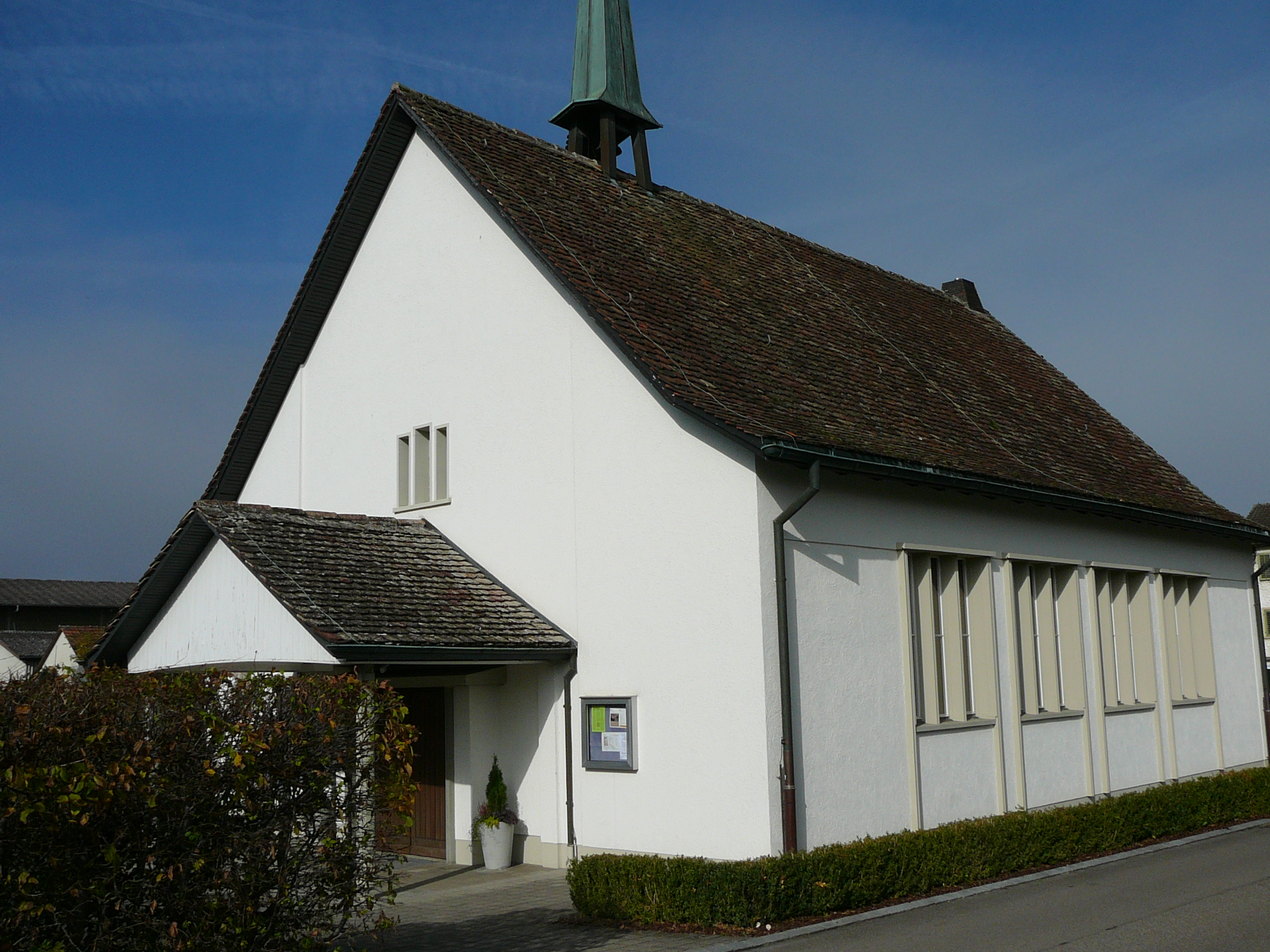
Kirche St. Judas Thaddäus, Ansicht von Südost

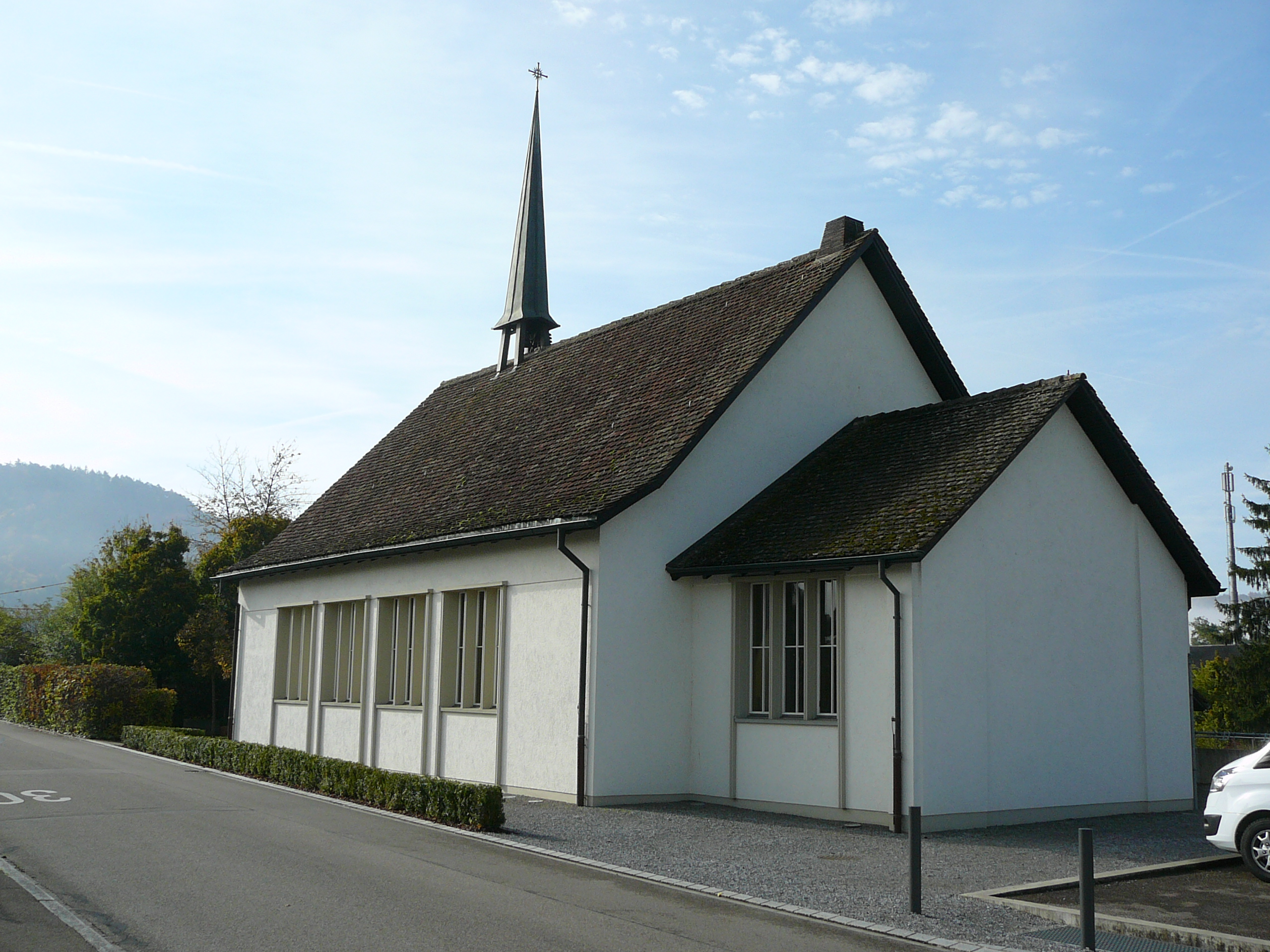
Ansicht von Nordost

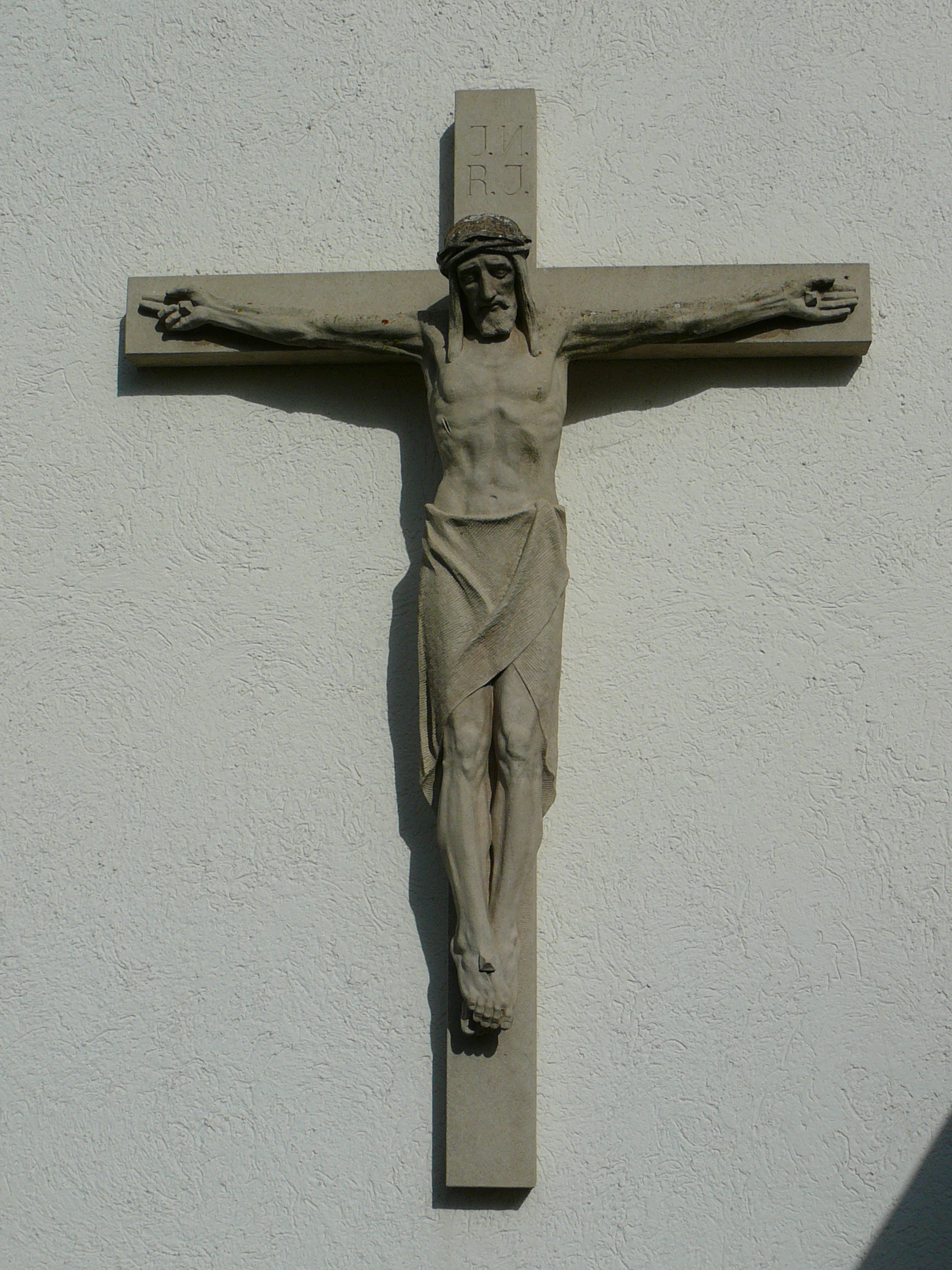
Das Kruzifix an der Südwand der Kirche

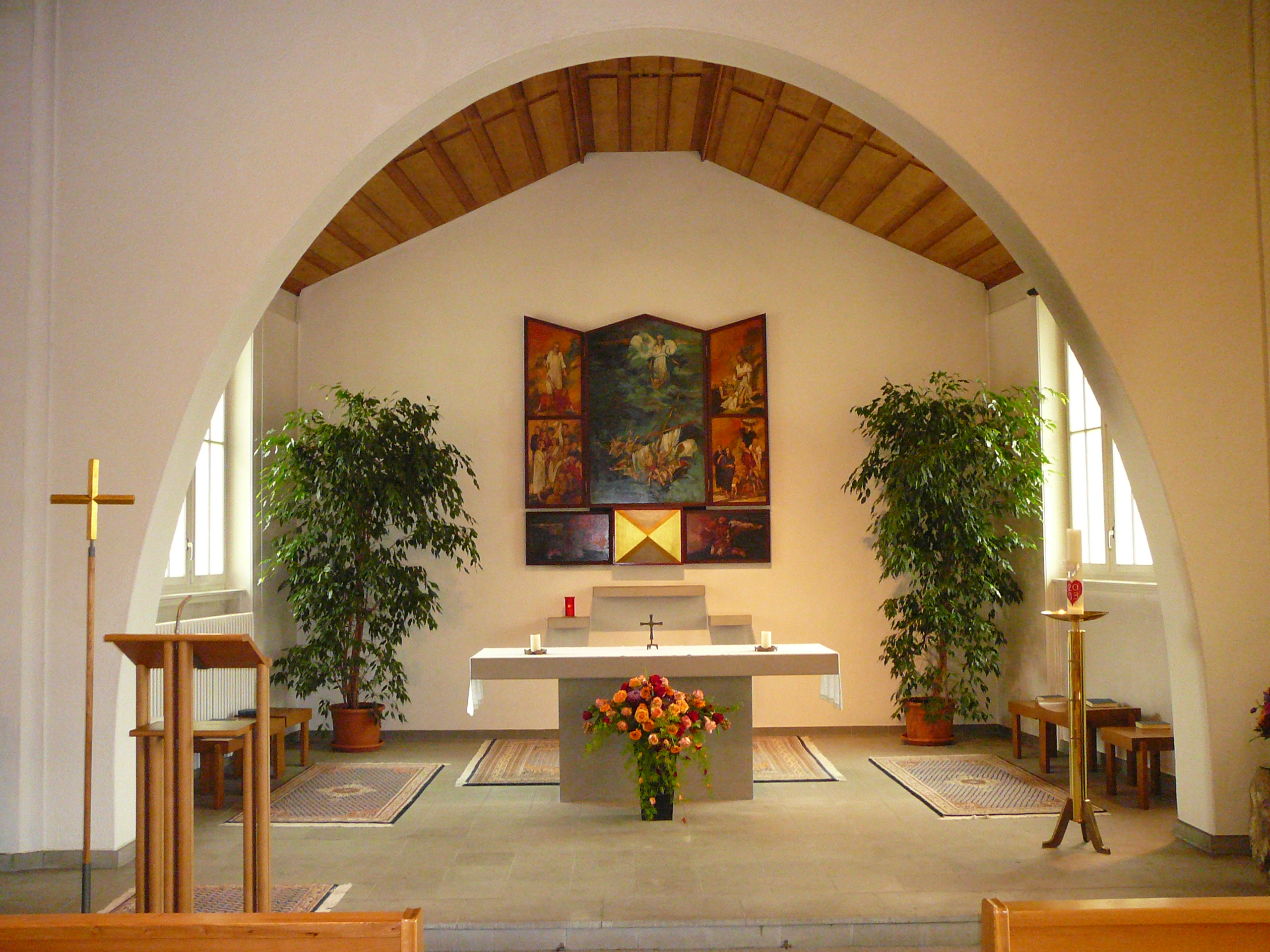
Der Altarraum vor 2019

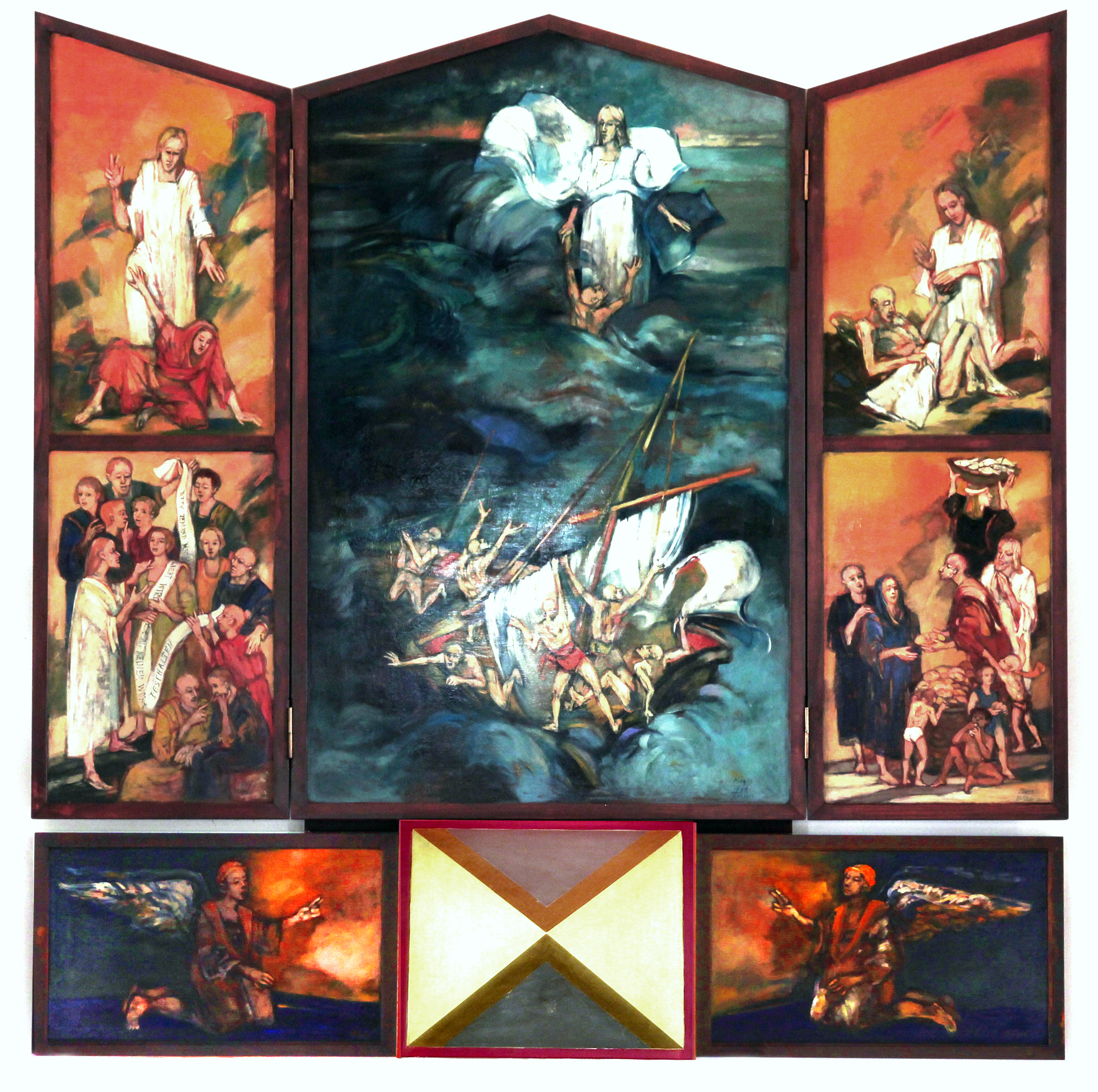
Der Flügelaltar von Agnes Mager von 1991

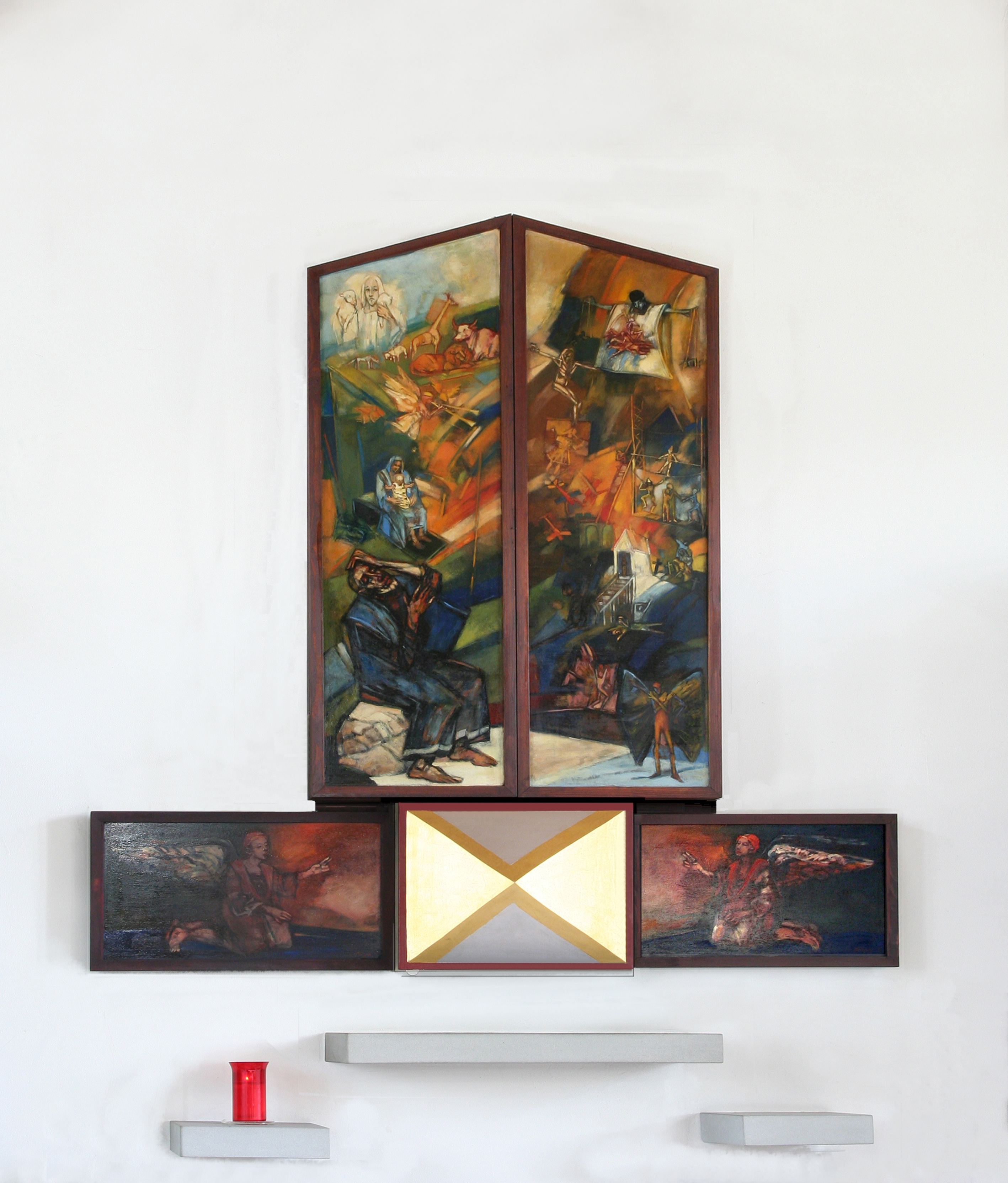
Flügelaltar geschlossen

Die Kirche St. Judas Thaddäus ist die römisch-katholische Pfarrkirche in Eglisau im Zürcher Unterland in der Schweiz. Zur Pfarrei gehören zwei weitere Kirchen: die Kirche St. Josef in Glattfelden und die Auferstehungskirche St. Maria Magdalena in Rafz. Die Anfangsbuchstaben der Ortschaften mit den drei katholischen Kirchen ergeben die Abkürzung der Pfarrei Glattfelden – Eglisau – Rafz, wie sie auch im Internet verwendet wird: Glegra. Die dazugehörige Kirchgemeinde ist zuständig für die Orte Buchberg, Eglisau, Glattfelden, Hüntwangen, Rafz, Rüdlingen, Stadel, Wasterkingen und Wil.
Die Pfarrei ist mit ihren 4'227 Mitgliedern (Stand 2021) eine der mittelgrossen katholischen Kirchgemeinden des Kantons Zürich.

## Geschichte

### Vorgeschichte und Namensgebung
Bis zur Reformation war Eglisau Teil des Bistums Konstanz, und seine Kirche gehörte zum Sprengel des Pfarrers von Hohentengen. Um 1500 wurde die Kirche an den Geistlichen von Neunkirch im Klettgau übertragen. Die Kirche von Eglisau war damals eine Kirche Unserer lieben Frau. Das 1371 erstmals nachgewiesene Schwesternhaus wurde im Zuge der Reformation 1528 aufgehoben. Vor der Reformation und noch bis 1546 waren in Eglisau die innerhalb der Stadtmauern wohnhaften Bürger zu ihrer Pfarrkirche genössig, während die Leute von Seglingen und Tössriederen nach Glattfelden in die Kirche gingen. Die Bewohner in der Burg, in Oberriet, im Wyler, in der Steig, also rechtsrheinisch ausserhalb der Tore, gehörten kirchlich nach Wil im Rafzerfeld. Infolgedessen mussten dort auch die Neugeborenen getauft und die Verstorbenen auf jenem Friedhof begraben werden. Von der vorreformatorischen Kirche ist in der heute reformierten Kirche von Eglisau noch der Chor erhalten geblieben, während die übrigen Teile der Kirche in den Jahren 1715–1716 errichtet wurden. Die Kirche wurde dabei nach dem Vorbild der Kirche St. Peter in Zürich, nur in kleinerem Massstab, erbaut.
Nach der Reformation in Zürich im Jahr 1523 wurde die Ausübung des katholischen Kults für beinahe 300 Jahre in der Region Zürich verboten. Das Toleranzedikt des Zürcher Regierungsrats vom 10. September 1807 erlaubte erstmals wieder eine katholische Gemeinde in Zürich. Das sog. Erste zürcherische Kirchengesetz im Jahr 1863 anerkannte schliesslich die katholischen Kirchgemeinden neben Zürich auch in Winterthur, Dietikon und Rheinau (die letzten beiden waren traditionell katholisch geprägte Orte). Auf Grundlage des Vereinsrechts konnten daraufhin im ganzen Kanton katholische Niederlassungen gegründet werden. Mit Hilfe von Fördervereinigungen wie dem Piusverein (gegründet 1857) und der Katholischen Gesellschaft für inländische Mission (gegründet 1863) entstanden in den 1860er Jahren in kurzer Folge weitere Seelsorgestationen und spätere Pfarreien im Kanton Zürich.
Mit Inkrafttreten der Schweizer Bundesverfassung von 1848 wurde die Niederlassungsfreiheit eingeführt. Infolge der Industrialisierung zogen Katholiken aus der Ost- und der Zentralschweiz, aber auch aus dem benachbarten katholischen Ausland in der zweiten Hälfte des 19. Jahrhunderts ins Zürcher Unterland. Durch den Bau der Eisenbahnstrecken erhielt Bülach eine regionale Zentrumsfunktion, weshalb dort im Jahr 1882 die erste katholische Seelsorgestation im Zürcher Unterland errichtet wurde. Aus der Pfarrei Bülach gingen im 20. Jahrhundert vier Tochterpfarreien hervor, wovon die Pfarrei Glattfelden – Eglisau – Rafz die jüngste ist. Mit dem Bau des Kraftwerks Rheinsfelden und der neuen Strassenbrücke über den Rhein in Eglisau in den Jahren 1915–1920 stieg der Anteil der katholischen Wohnbevölkerung auch im nördlichsten Teil des Zürcher Unterlands weiter an. Die Pfarrei Glegra entwickelte sich zunächst in den Gemeinden Glattfelden und Eglisau. So fanden für die Katholiken nördlich von Bülach ab 1931 im Schulhaus Aarüti in Glattfelden Gottesdienste statt. Im Jahr 1949 wurde in Eglisau die Kirche Judas Thaddäus erbaut, im Jahr 1950 die Kirche St. Josef in Glattfelden. 1962 ernannte der Bischof von Chur, Johannes Vonderach, das Gebiet zu einem Pfarr-Rektorat und am 22. Dezember 1967 zu einer eigenständigen Pfarrei und trennte sie von der Pfarrei Bülach ab. Am 24. November 1994 weihte der Weihbischof Peter Henrici schliesslich die dritte Kirche der Pfarrei Glegra in Rafz ein.

### Entstehungs- und Baugeschichte
Die Katholiken, die im 19. und in der ersten Hälfte des 20. Jahrhunderts ins Rafzerfeld eingewandert waren, mussten für den sonntäglichen Kirchgang weite Wege auf sich nehmen. Als während des Zweiten Weltkriegs die Pneus rationiert und der Fahrplan der öffentlichen Verkehrsmittel eingeschränkt wurden, drängte sich die Errichtung einer Gottesdienststation in Eglisau auf. So wurde am Palmsonntag des Jahres 1942 in Eglisau die erste hl. Messe seit der Reformation in einem Magazin, das zwischen den Gaststätten Krone und Hirschen lag, gefeiert. Bereits im Jahr 1924 hatte eine namhafte Spende einer Katholikin die Basis des Baufonds für den Bau der Kirche gelegt. Diese Spenderin hatte festgelegt, dass die Kirche in Eglisau dem hl. Apostel Judas Thaddäus geweiht werden sollte. 1944–45 setzten sich der damalige Pfarrer Mundweiler von Bülach und Paul Tomaschett, der Wirt des Hotels Hirschen in Eglisau, sowie Hans Hagmann, kaufmännischer Angestellter bei der Firma Mineralquelle Eglisau, zum Ziel, den Bau der katholischen Kirche in Eglisau zu realisieren. Die katholischen Einwohner von Eglisau verpflichteten sich, während fünf Jahren monatlich einen Beitrag zwischen einem Franken und zehn Franken zu leisten. Die Spenden wurden regelmässig von zwei Schülerinnen am freien Mittwochnachmittag eingezogen. Hans Hagmann versandte als Verantwortlicher für die Finanzen hunderte von Bettelbriefen in die ganze Schweiz. Da damals die Schweizer Münzen noch in Silber geprägt wurden, griff man zum Slogan Judas braucht dringend viele Silberlinge!, dies in Anlehnung an Mt 27,3. Grosszügige Spenden kamen aus den traditionell katholischen Orten des Kantons Graubünden sowie aus der Innerschweiz.
Im Jahr 1942 wurde der Baugrund der heutigen Kirche an der Eigenackerstrasse erworben. Die Architekten Ferdinand Pfammatter und Walter Rieger erstellten die Pläne für den Bau der Kirche. Im Januar 1949 begannen die Aushubarbeiten, und am 10. April erfolgte die Grundsteinlegung. Am 13. Dezember 1949 wurde in den Dachreiter der Kirche eine 45 kg schwere Glocke aufgezogen. Am Palmsonntag, den 2. April 1950, wurde die Kirche vom bischöflichen Kommissar Camenzind eingesegnet.
Um die benötigten Räume in der Nähe der Kirche St. Judas Thaddäus zu schaffen, wurde 1989 mit der Planung eines Pfarreizentrums begonnen. Dies erfolgte parallel zur Planung der Auferstehungskirche St. Maria Magdalena in Rafz. Aus finanziellen Gründen wurde jedoch zunächst die Kirche in Rafz gebaut und erst im Anschluss danach das Pfarreizentrum in Eglisau realisiert. Dieses wurde am 1. September 2007 eingeweiht.

## Baubeschreibung

### Äusseres der Kirche
Die Kirche St. Judas Thaddäus ist eine schlichte Saalkirche, bestehend aus einem Langhaus mit angebautem rechteckigem Chor. Auf dem Satteldach der Kirche befindet sich ein Dachreiter, in dem eine Glocke hängt. Diese Glocke wurde im Jahr 1949 von H. Rüetschi, Aarau, gegossen. Sie wiegt 48 kg und erklingt auf den Ton b2. Ein Vordach schützt den Zugang zur Kirche. Der Vorplatz ist als Spiegelbild des Kirchengrundrisses gestaltet und von Hecken umschlossen, was trotz der Lage der Kirche in einem Wohnquartier Begegnungen nach Gottesdiensten fördert. An der Südwand der Kirche befindet sich das Kruzifix, das ursprünglich im Chor der Kirche gehangen hatte.

### Innenraum und künstlerische Ausstattung (bis 2018)
Im hinteren Teil der Kirche befindet sich eine Orgelempore über dem Eingang zur Kirche. Ein Triumphbogen in Parabelform schliesst das Langhaus der Kirche zum eingezogenen Chor hin ab. An der westlichen Seite der Kirche wurde eine Sakristei angebaut, in deren Untergeschoss sich ein kleiner Versammlungsraum befindet. Bedeckt sind das Längsschiff und der Chor der Kirche mit einem Satteldach.
Im Jahr 1968 wurde der Altarbereich der Kirche an die liturgischen Neuerungen des Zweiten Vatikanischen Konzils angepasst. Im Jahr 1991 erweiterte man die Empore für die neue Orgel. Auch wurden im Altarbereich gestalterische Veränderungen vorgenommen. Der Künstler Josef Caminada, Zürich, gestaltete Kreuz, Tabernakelverkleidung und Ambo. Die Künstlerin Agnes Mager aus Miskolc (Ungarn) schuf den Flügelaltar der Kirche und das Marienbildnis Gospa, das sich an der linken Wand vor dem Chor der Kirche befindet und die Muttergottes von Međugorje zeigt.
Der Flügelaltar

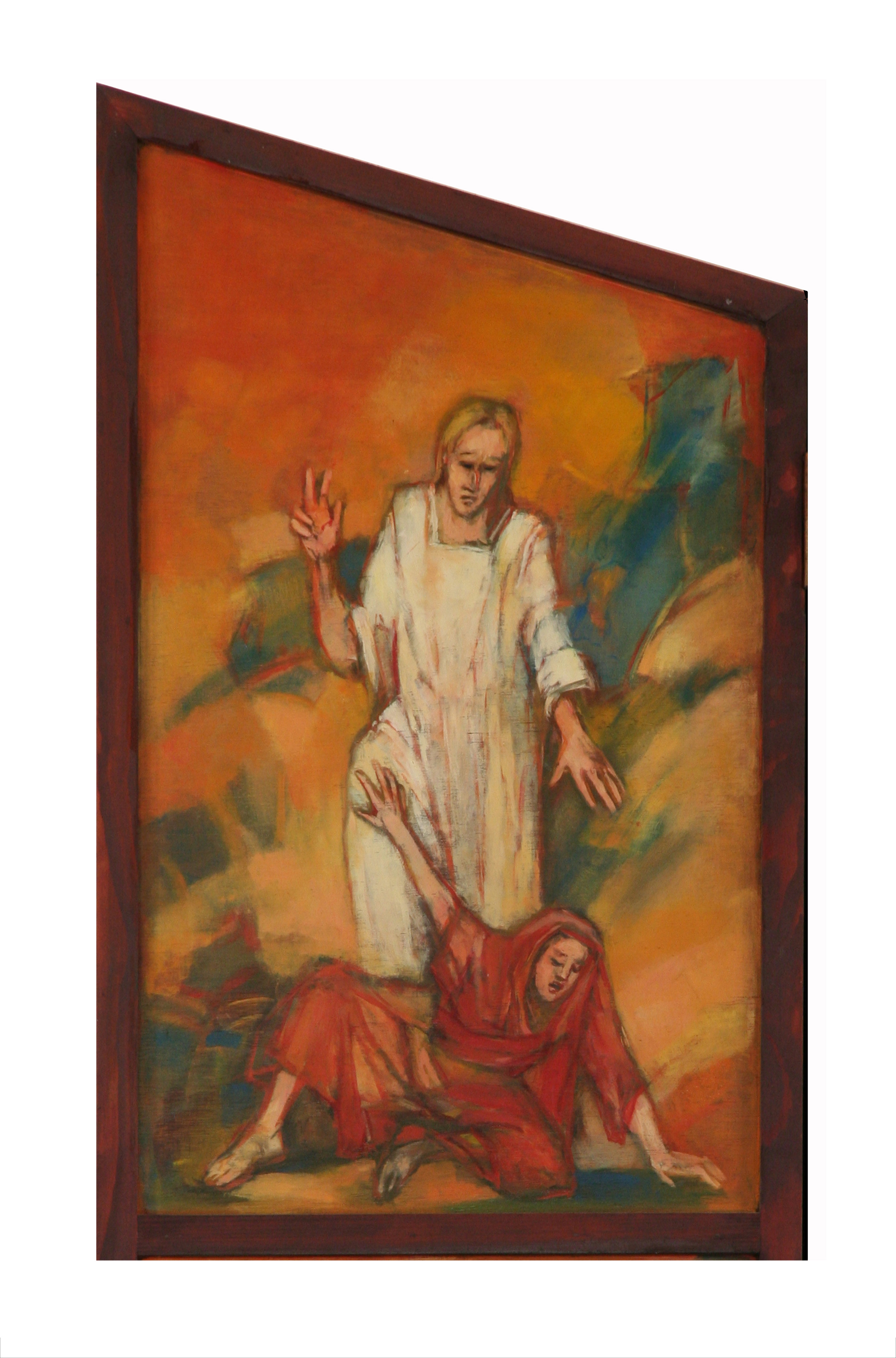
Auferstehung Jesu
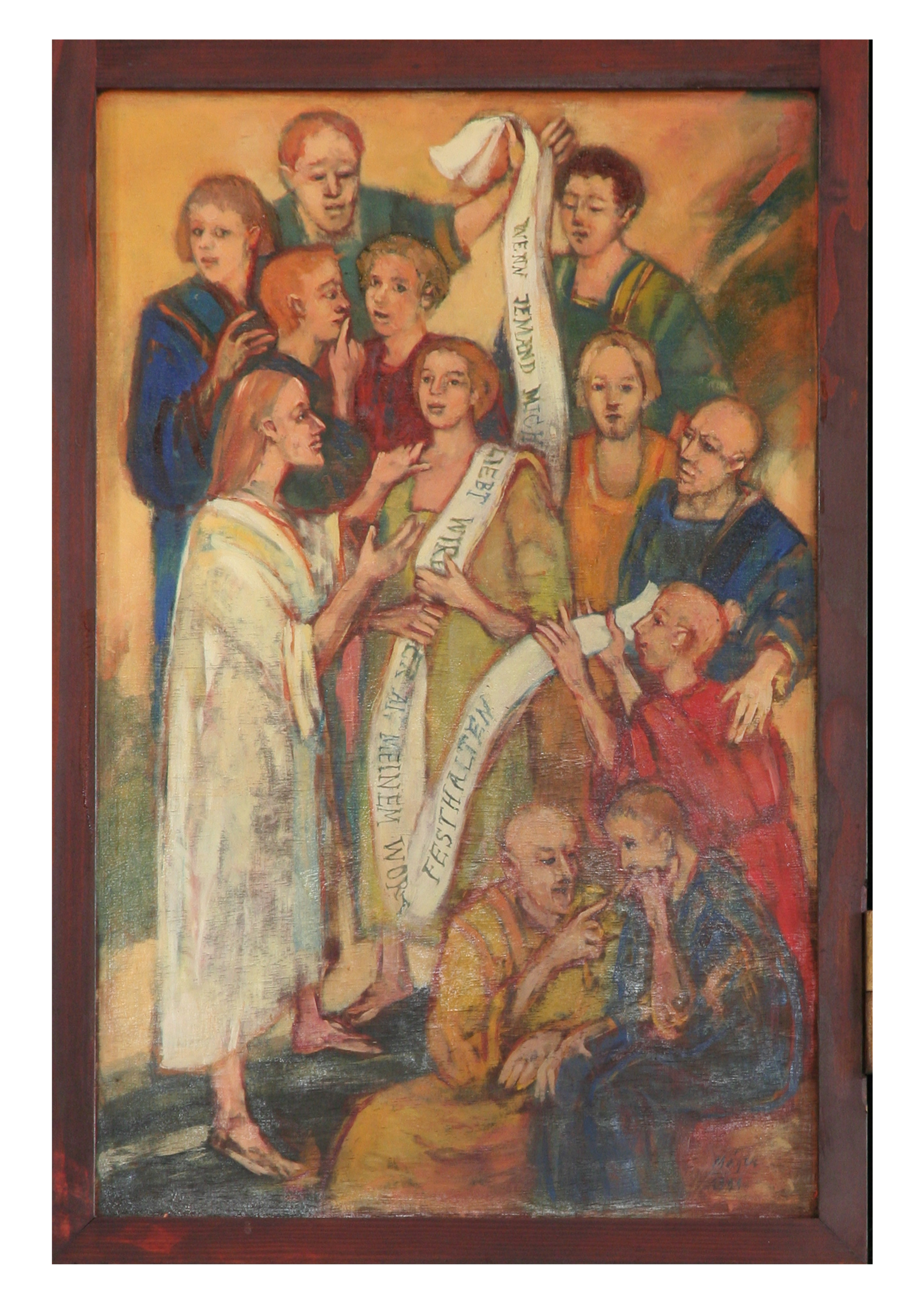
Jüngerinnen und Jünger Jesu
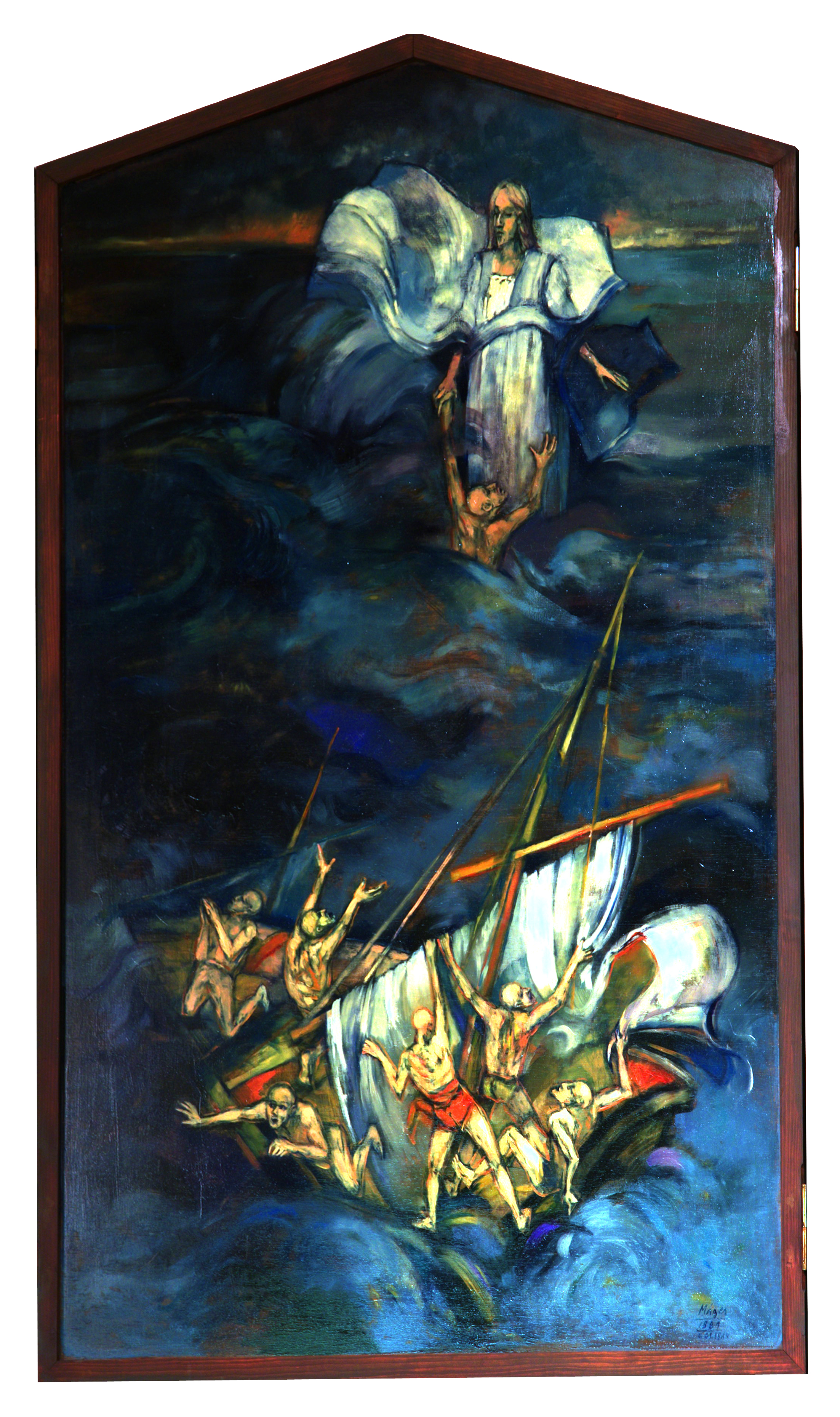
Der Seesturm
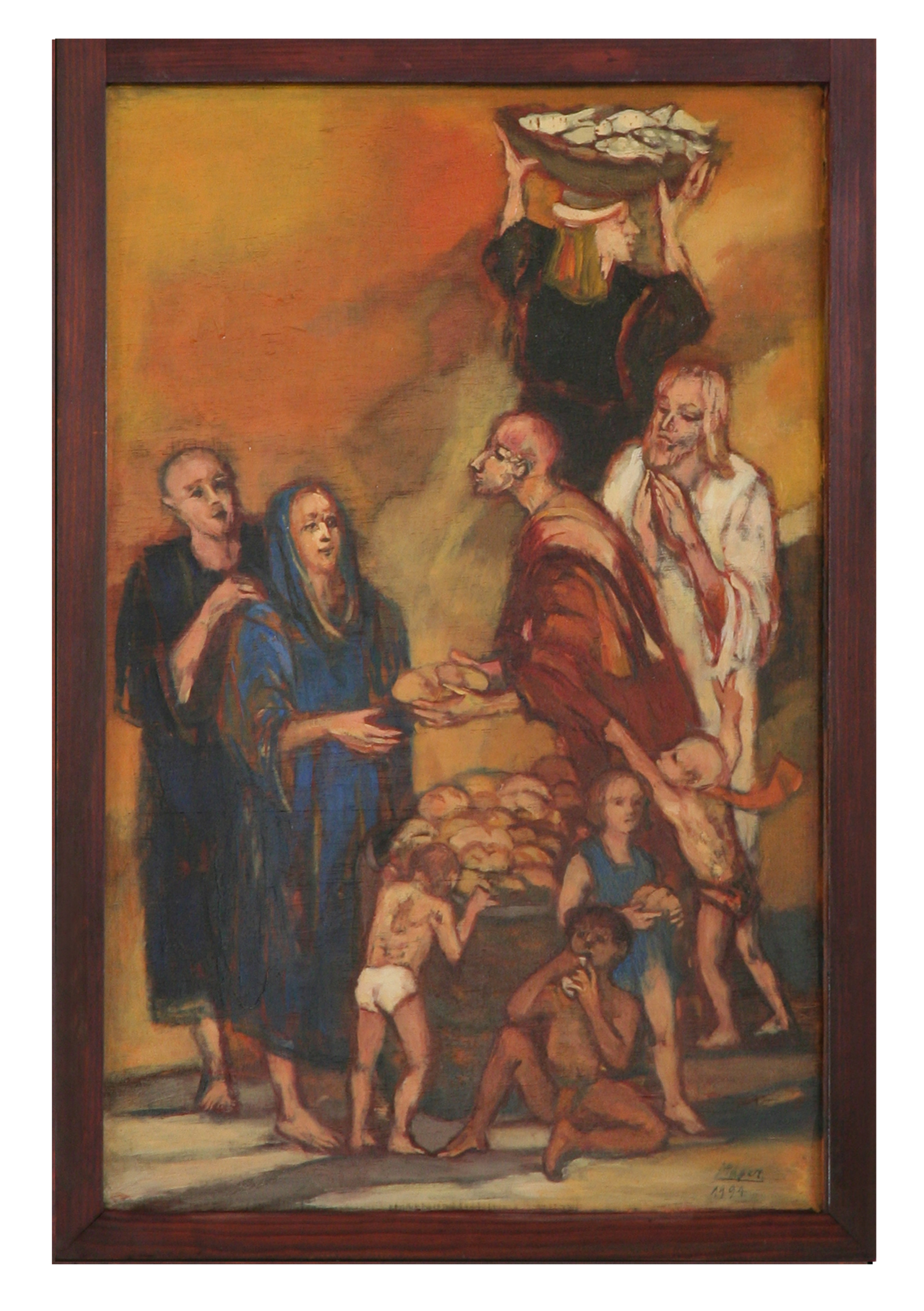
Speisung der Fünftausend
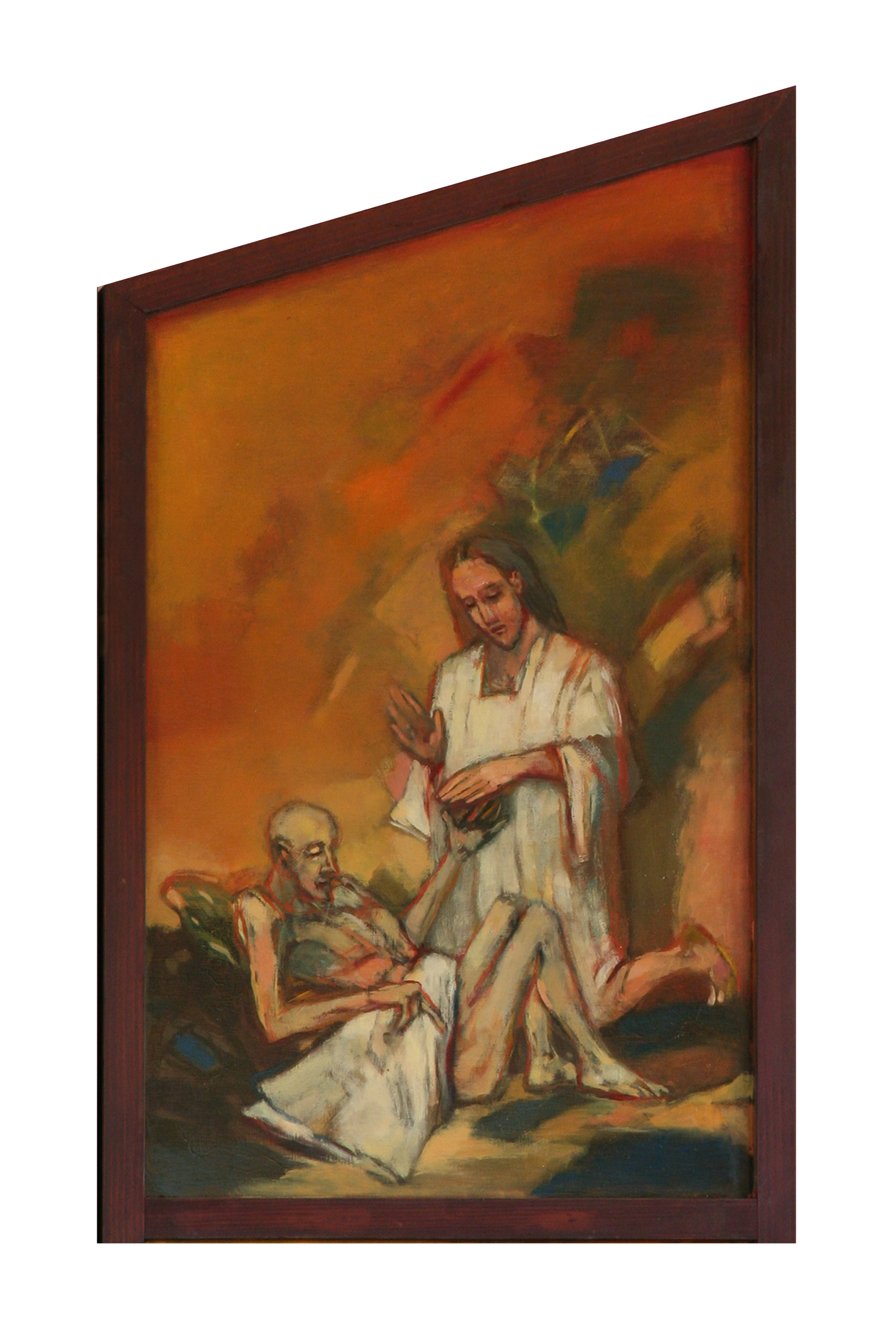
Heilung eines Kranken

Die Gestaltung des Flügelaltars nimmt traditionelle Motive und moderne Themen gleichermassen auf. Der geöffnete Altar zeigt im Mittelbild die Jünger Jesu auf dem See Genezareth im Seesturm. Petrus läuft auf dem Wasser zum auferstandenen Christus und ist im Begriff zu ertrinken. Jesu ruft Petrus und den Jüngern zu: Ihr Kleingläubigen, habt keine Furcht, ich bin es. Auf dem rechten Flügel sind unten die Speisung der Fünftausend und oben die Heilung eines Kranken zu sehen. Auf dem linken Flügel befindet sich unten die Darstellung der Jüngerinnen und Jünger Jesu. Ein Spruchband deutet die Szene mit folgenden Worten Jesu: Wenn jemand mich liebt, wird er an meinem Wort festhalten. Im oberen Teil des linken Altarflügels ist eine Dämonenaustreibung zu sehen. Die geschlossenen Flügel zeigen uns den Propheten Jesaja, umgeben von seinen Visionen. Der linke Flügel thematisiert den Advent und zeigt den Dreiklang Ankunft (Weihnachtsszene) – Friede (Löwe und Rind liegen friedlich nebeneinander) – Rettung (Jesus als der Gute Hirte trägt ein Lamm auf seinen Schultern). Auf dem rechten Altarflügel wird die Fastenzeit thematisiert, indem der Prophet Jesaja in allem Unheilsgeschehen von Krieg, Unrecht, Ungerechtigkeit und Zerstörung das Ankommen Gottes im leidenden Gottesknecht erkennt.

## Künstlerische Ausstattung ab 2018
Frédéric Dedelley gestaltete im Rahmen der Sanierung der Kirche im Jahr 2018 den Innenraum neu. Die Ausstattung nimmt Bezug auf die architektonischen Elemente aus der Erbauungszeit, indem die elliptische Form des Chorbogens im neuen liturgischen Mobiliar aufgegriffen wird. Altar und Ambo sind aus Granit geschaffen, wodurch deren Bedeutung als Orte der Liturgie unterstrichen wird. An der Chorwand ist ein Kunstobjekt installiert, das in seiner Form sowohl die Hostie als auch ein eingeschriebenes Kreuz erkennen lässt. Nach der Umgestaltung wurde die Kirche am 31. März 2019 von Bischof Vitus Huonder neu eingesegnet.

### Orgeln bis 2018

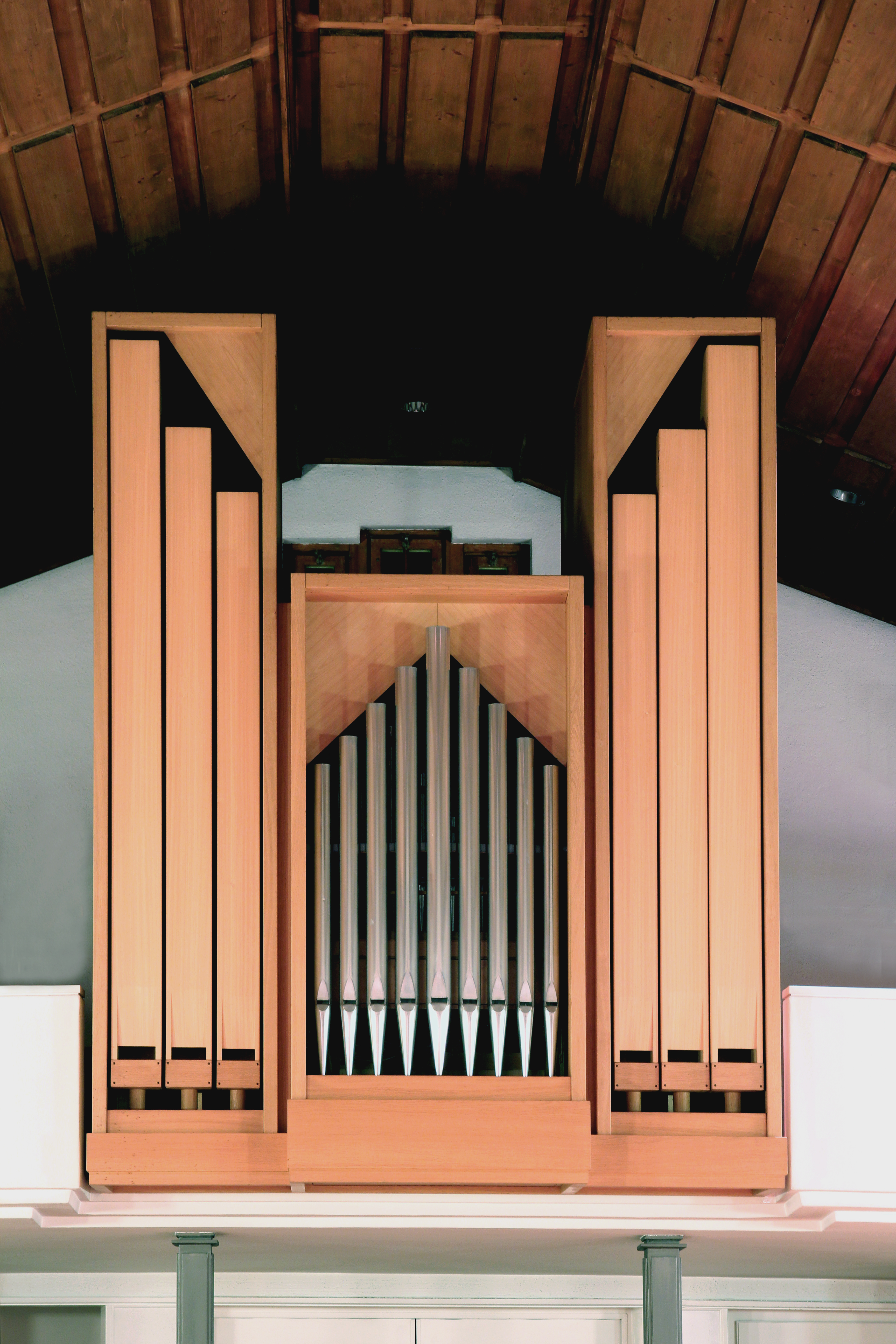
Die Schamberger-Orgel von 1991

Im Jahr 1962 erbaute die Orgelbaufirma Georges Schamberger in Uster ein erstes Instrument für die Kirche. 1991 schuf dieselbe Firma eine neue Orgel für die Kirche St. Judas Thaddäus. Diese Orgel wurde von der Firma Schamberger als Prototyp mit einer Vorrichtung zur elektronischen Speicherung eines Orgelspiels und zu dessen späteren Wiedergabe auf Abruf ausgestattet. Damit hätten Gottesdienste ohne anwesenden Organisten dennoch mit früher von einem Organisten aufgezeichnetem Orgelspiel begleitet werden können. Diese Vorrichtung konnte aber nie erfolgreich in Betrieb genommen werden und wurde daher einige Jahre später wieder ausgebaut. Die Orgel besass acht Register mit 390 Zinn- und 54 Holzpfeifen, die sich auf zwei Manuale und Pedal verteilten.
| I Manual C– |    |
| Flöte       | 8′ |
| Principal   | 4′ |
| Schwiegel   | 2′ |
| Mixtur      | 2′ |

| II Manual C– |    |
| Gedackt      | 8′ |
| Koppel       | 4′ |
| Principal    | 2′ |

| Pedal C– |          |
| Subbass  | 16′      |
| Gedackt  | 8′ vacat |

- Koppeln: II/I, I/P, II/P

### Orgel ab 2021
Im Anschluss an die Sanierung der Kirche wurde die Schamberger-Orgel von 1991 ersetzt. Am 16. Mai 2021 wurde eine neue Orgel von Heinrich Meier aus Tägerig eingeweiht. Auf zwei Manualen sind zehn Register anspielbar, beide sind mit dem Pedal (ein Register) koppelbar. Insgesamt enthält die Orgel 624 Pfeifen aus Zinn sowie aus Eichen- und Fichtenholz in einem Gehäuse aus Eiche.